# Bourbon–Szicíliai Mária Krisztina szárd–piemonti királyné
Mária Krisztina Amália Terézia (teljes születési nevén olaszul: Maria Christina Amelia Teresa; Caserta, Szicíliai Királyság, 1779. január 17. – Savona, Szárd Királyság, 1849. március 12.), Bourbon-házból származó nápoly–szicíliai királyi hercegnő, Savoyai Károly Félixszel kötött házassága révén szárd–piemonti királyné, savoyai és genovai hercegné. 1821-től hitvese 1831-ben bekövetkezett haláláig.

## Élete

### Származása, testvérei

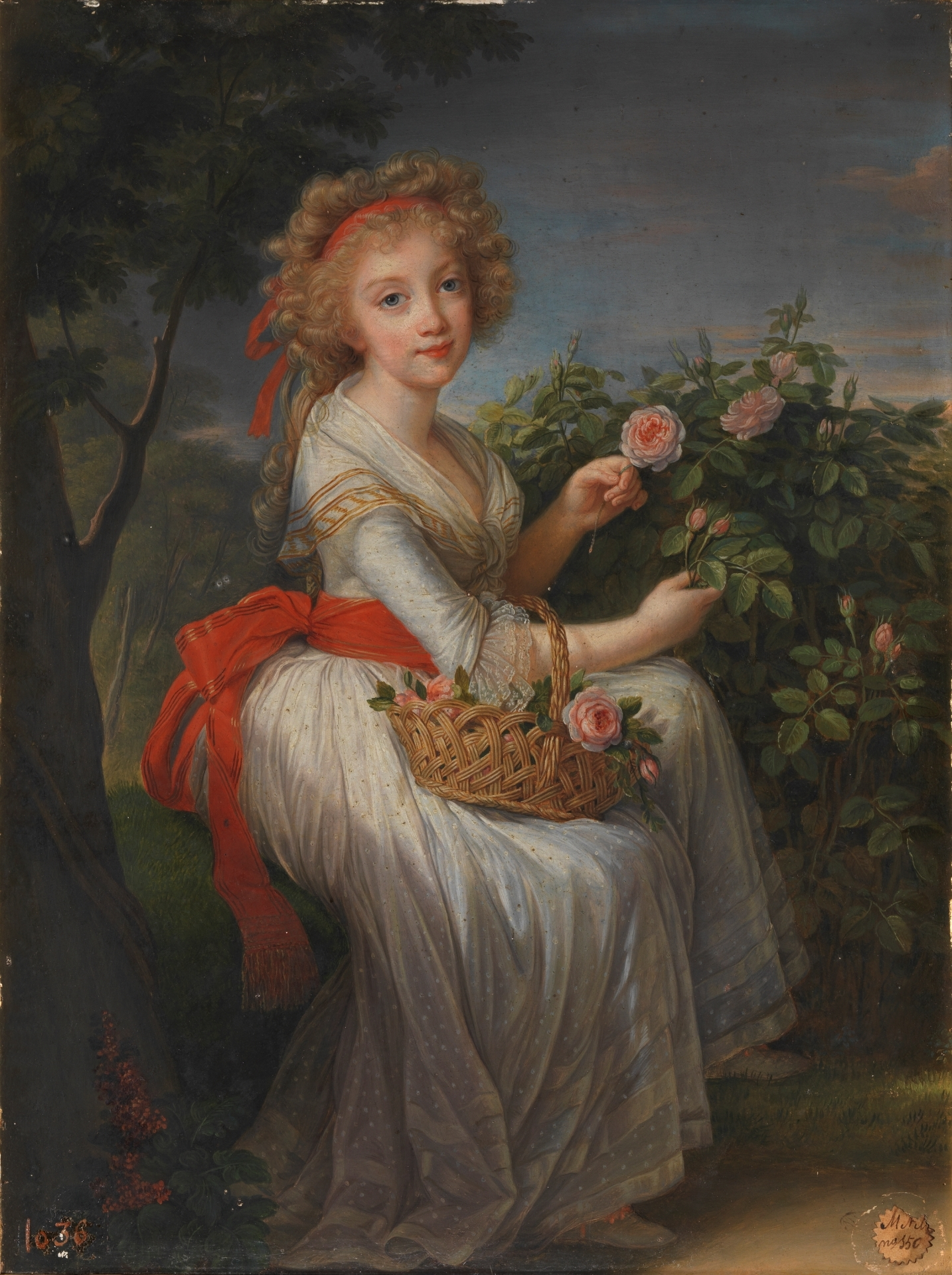
A gyermek Mária Krisztina (Élisabeth Vigée Le Brun festménye)

Mária Krisztina Amália 1779-ben született a casertai királyi palotában. Édesapja a Bourbon-házból való IV. Ferdinánd nápolyi király (1751–1825), a későbbi I. Ferdinánd nápoly–szicíliai király volt, III. Károly spanyol király és Mária Amália Krisztina szász hercegnő, lengyel királyi hercegnő, spanyol királyné fia.
Édesanyja Mária Karolina Lujza főhercegnő (1752–1814), I. (Lotaringiai) Ferenc német–római császár (1708–1765) és Mária Terézia császárné (1717–1780) leánya volt, akit himlőben elhalt nővérei (Mária Johanna Gabriella, 1750–1762 és Mária Jozefa, 1751–1767) helyett adtak feleségül Ferdinándhoz 1768-ban.
Házasságukból tizennyolc (!) gyermek született, nápoly–szicíliai (egyben spanyol) királyi hercegek és hercegnők, de közülük csak heten érték meg a felnőttkort:
1. Mária Terézia Karolina hercegnő (1772-1807), II. (I.) Ferenc császár felesége, német-római majd osztrák császárné, magyar és cseh királyné.
2. Lujza Mária Amália hercegnő (1773-1802), aki Ferenc császár öccséhez, Habsburg-Toscanai Ferdinánd József János főherceghez (1769–1824), a későbbi III. Ferdinánd toszkánai nagyherceghez ment feleségül.
3. Károly Titusz Ferenc Gennaro, Calabria hercege (1775–1778), kisgyermekként meghalt.
4. Mária Anna Jozefina (Giuseppina) hercegnő (1776–1780), kisgyermekként meghalt.
5. Ferenc Januárius (Gennaro), Calabria hercege (1777–1830), 1778-tól trónörökös, 1830-tól I. Ferenc néven nápoly–szicíliai király.
6. Mária Amália hercegnő (1779–1783), kisgyermekként meghalt.
7. Mária Krisztina Amália Terézia hercegnő (1779–1849), aki Károly Félix szárd–piemonti királyhoz, Savoya hercegéhez (1765–1831) ment férjhez.
8. Gennaro Károly Ferenc herceg (1780–1789), gyermekként meghalt.
9. József Catello Gennaro herceg (1781–1783), kisgyermekként meghalt.
10. Mária Amália Terézia hercegnő (1782–1866), aki Orléans-i Lajos Fülöp francia királyhoz (1773–1850) ment feleségül.
11. Mária Krisztina (*/†1783), születésekor meghalt.
12. Mária Antonietta Terézia hercegnő (1784–1806), aki VII. Ferdinánd spanyol király (1784–1833) első felesége lett.
13. Mária Klotild Terézia hercegnő (1786–1792), gyermekként meghalt.
14. Henrietta (Enrichetta) Mária Kárméla hercegnő (1787–1792), kisgyermekként meghalt.
15. Károly Gennaro Ferenc herceg (1788–1789), kisgyermekként meghalt.
16. Lipót János József herceg (1790–1851), Salerno hercege, aki 1816-ban unokahúgát, Mária Klementina főhercegnőt (1798–1881), I. Ferenc császár leányát vette feleségül.
17. Albert Fülöp Maria herceg (1792–1798), gyermekként meghalt.
18. Mária Erzsébet Terézia hercegnő (1793–1801), gyermekként meghalt.

### Házassága

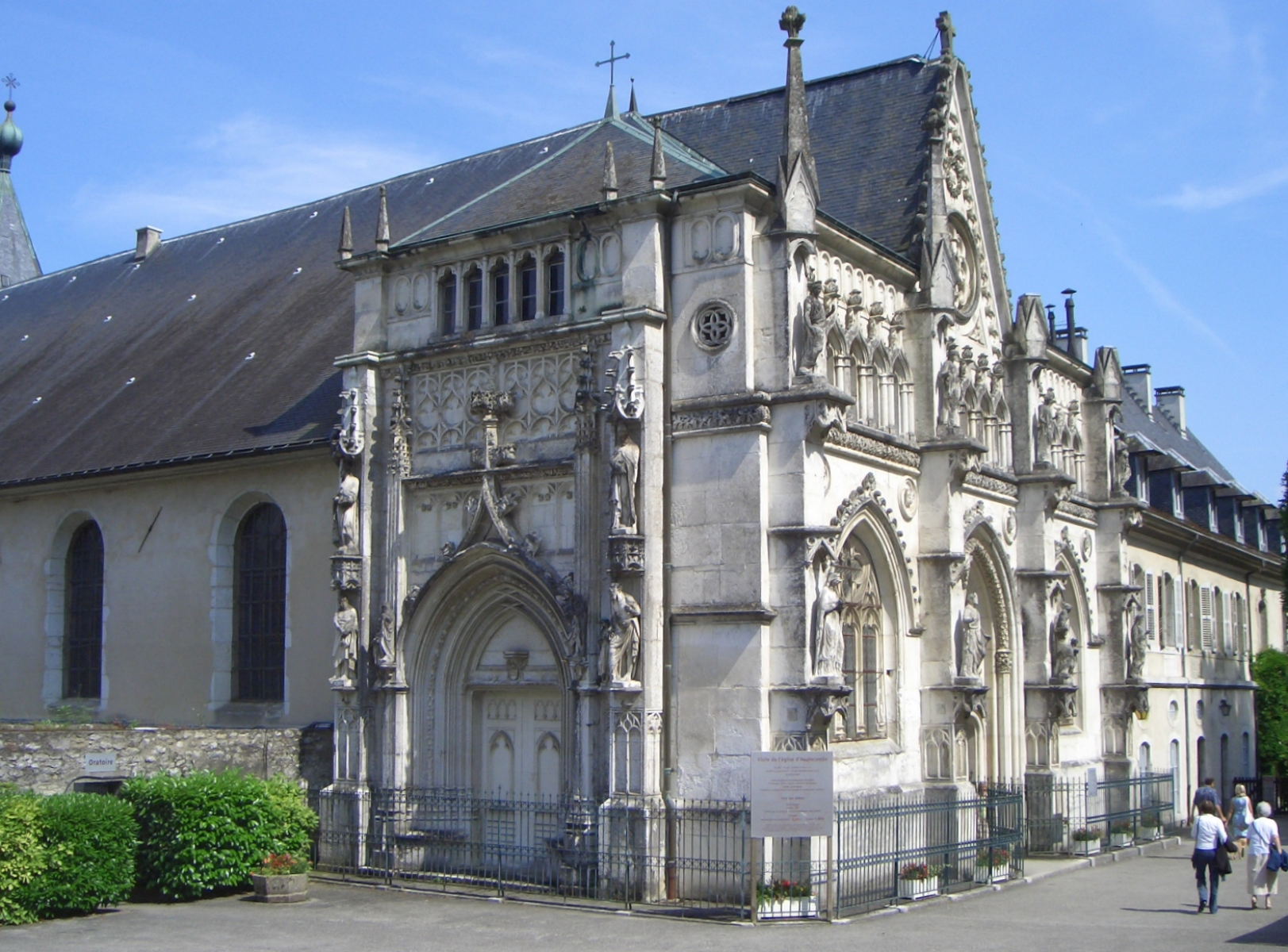
Az Hautecombe apátság homlokzata.

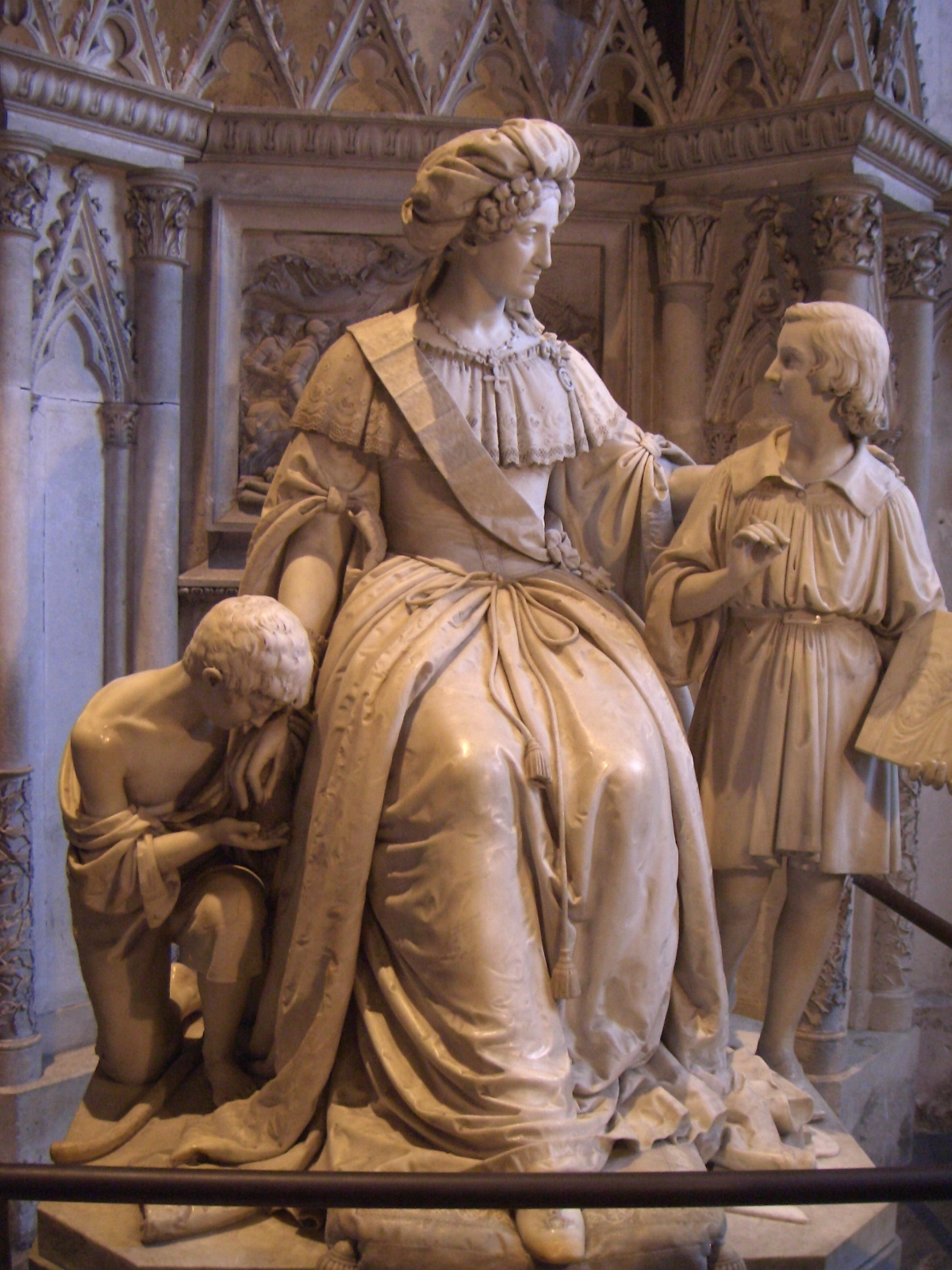
Mária Krisztina szobra a savoyai Hautecombe apátságban.

1807. március 7-én Torinóban képviselők útján (per procurationem) házasságot kötött a Savoyai-házból származó Károly Félix szárd–piemonti királyi herceggel (1765–1831), III. Viktor Amadé szárd–piemonti király és a Bourbon-házból való Mária Antonietta spanyol infánsnő (1729–1785) fiával. A hivatalos egyházi esküvőt április 6-án Torinóban tartották.
Károly Félix herceget eredetileg nem szánták uralkodónak, mert a trónöröklés rendjében két bátyja előzte meg, de miután mindketten (férfi örökös hátrahagyása nélkül) lemondtak a trónról, 1821-ben Károly Félix lett a Szárd–Piemonti Királyság uralkodója. Házassága Mária Krisztina királynéval gyermektelen maradt.
Anyjával, Mária Karolina nápoly–szicíliai királynéval ellentétben, aki aktívan részt vett országainak kormányzásában, Mária Krisztina királyné távol maradt a Szárd–Piemonti Királyság politikai életétől. A királyi pár szívesebben tartózkodott a hagyományait jobban őrző Savoyában, mint a túl liberálisnak tartott piemonti fővárosban, Torinóban. (Károly Félix 1824-ben bátyjának, Viktor Emánuelnek halálával Savoya uralkodó hercegének címét is megörökölte). 
Férje 1831-ben elhunyt. Halála után a korona a Savoyai-ház carignanói mellékágából származó unokaöccsére, Károly Albert savoya–carignanói hercegre szállt. Az özvegy Mária Krisztina királyné a liguriai Savonába vonult vissza, itt élt 1849-ben bekövetkezett haláláig. Savoyában temették el, a Károly Félix által helyreállított Hautecombe apátság templomában, Savoya grófjainak és hercegeinek ősi nyughelyén, férje mellé.